# M&G Scuola Pallavolo
La M&G Scuola Pallavolo è una società pallavolistica maschile italiana con sede a Grottazzolina: milita nel campionato di Superlega.

## Storia
La M&G Scuola Pallavolo viene fondata nel 2008 e nasce dalla fusione di due realtà pallavolistiche ossia il Wild Volley Grottazzolina e il Montegiorgio Volley: l'acronomino M&G proviene dalle iniziali dei due paesi ossia Montegiorgio e Grottazzolina. La squadra viene ammessa al campionato di Serie C nella stagione 2008-09, ottenendo subito la promozione in Serie B2, dove esordisce nella stagione 2009-10.
Nella quarta divisione del campionato italiano la M&G Scuola Pallavolo resta per cinque annate, fino a quando nella stagione 2013-14, grazie al primo posto in regular season, viene promossa in Serie B1.
Dopo una prima annata chiusa a metà classifica, nella stagione 2015-16 chiude il campionato al secondo posto nel proprio girone, ottenendo l'accesso alla Serie A2, categoria dove debutta nella stagione 2016-17. Nella stagione 2017-18 partecipa per la prima volta alla Coppa Italia di Serie A2, venendo eliminata ai quarti di finale. Al termine dell'annata successiva, complice la riorganizzazione dei campionati, viene retrocessa nella neonata Serie A3.
Nelle tre stagioni successive milita nella terza serie del campionato italiano giungendo sempre prima classifica nel proprio girone al termine della regular season. Nella stagione 2021-2022 vince i play-off promozione, conquistando di nuovo la promozione in Serie A2, giunge in finale nella Coppa Italia di Serie A3 e vince la Supercoppa italiana di Serie A3, mentre nella stagione 2023-24 si aggiudica i play-off promozione, venendo promossa in Superlega, dove esordisce nell'annata 2024-25.

## Rosa 2025-2026
| N° | Nome              | Ruolo | Data di nascita   | Nazionalità sportiva |
| -- | ----------------- | ----- | ----------------- | -------------------- |
| 1  | Amir Golzadeh     | O     | 9 maggio 2003     | Iran                 |
| 2  | Giulio Magalini   | S     | 14 agosto 2001    | Italia               |
| 3  | Marco Cubito      | C     | 25 aprile 1992    | Italia               |
| 4  | Riccardo Vecchi   | L     | 1º aprile 1996    | Italia               |
| 5  | Marco Falaschi    | P     | 18 settembre 1987 | Italia               |
| 7  | Dragan Stanković  | C     | 18 ottobre 1985   | Italia               |
| 8  | Marco Pellacani   | C     | 27 novembre 2004  | Italia               |
| 9  | Ilija Petkov      | C     | 10 ottobre 1996   | Bulgaria             |
| 12 | Dušan Petković    | O     | 27 gennaio 1992   | Serbia               |
| 13 | Michele Fedrizzi  | S     | 21 maggio 1991    | Italia               |
| 15 | Manuele Marchiani | P     | 5 aprile 1989     | Italia               |
| 18 | Lazar Koprivica   | S     | 8 novembre 1991   | Serbia               |
| 21 | Georgi Tatarov    | S     | 10 maggio 2003    | Bulgaria             |
| 44 | Andrea Marchisio  | L     | 6 novembre 1990   | Italia               |

## Palmarès
- Supercoppa italiana di Serie A3: 1

2022